# 小科貝利亞喬克
49°20′38″N 34°12′42″E / 49.34389°N 34.21167°E
小科貝利亞喬克（羅馬化：Malyi Kobeliachok）是烏克蘭中部的村莊，隸屬波爾塔瓦州的波爾塔瓦區。該村處於大科別利亞喬克河源頭附近，面積2.33平方公里，海拔高度93米，2001年人口1,057。